# سیمون تیلور (کشتی)
سیمون تیلور (کشتی) (به انگلیسی: Simon Taylor (ship)) یک کشتی بود که طول آن ۱۴۰ فوت (۴۳ متر) بود.